# 驱逐出境

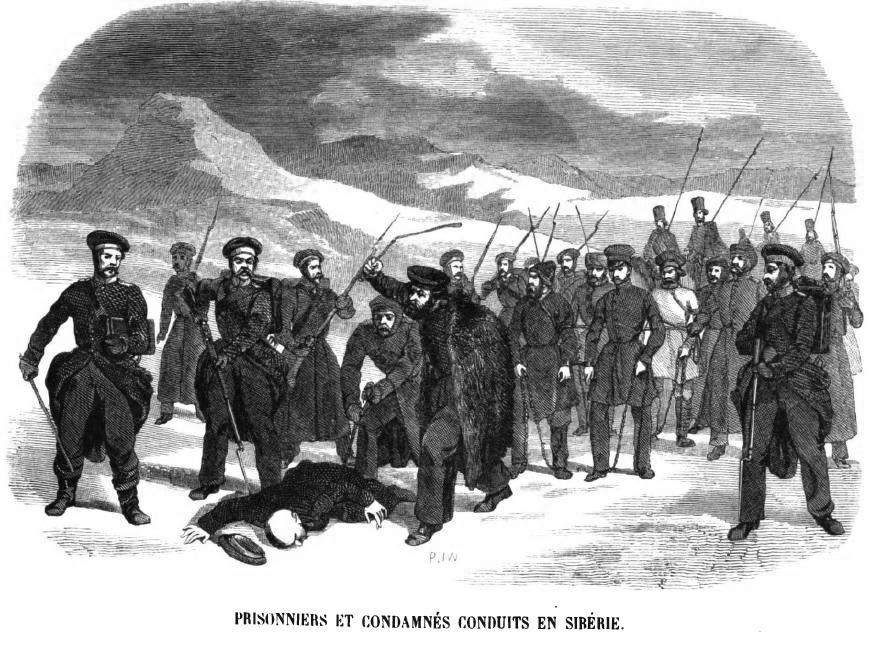
被流放的俄罗斯囚犯和憲兵在通往西伯利亞的道路上，1845年

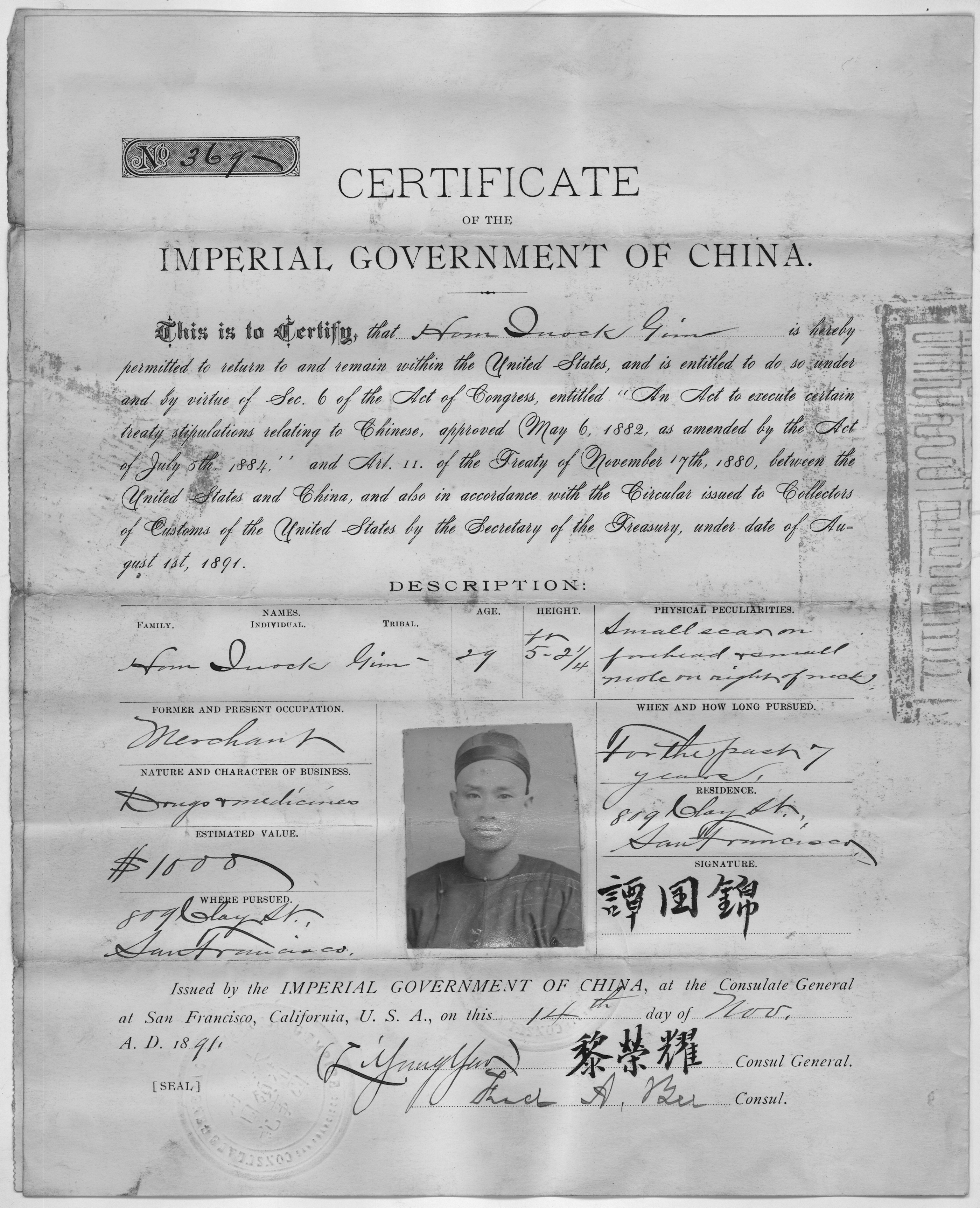
1891年來自大清帝國駐美國舊金山領事黎榮耀所簽發的身份證明書。本文件所涉及的案例檔案，由加利福尼亞州洛杉磯縣地方法院所記錄。

驱逐出境是一個國家、組織或政權，因國防、外交、治安等理由，強制一個人或一群人離開某個地方，有時還會搭配流放。

## 種類

### 外交意義上的驅逐出境
驅逐出境是現今一種常被利用的外交手段，當一個國家與他國發生衝突時，便會透過將代表該國的大使、公使或其他外交人員限期驅逐出境的方式，來表達本國政府的抗議和不滿立場。此時的驅逐出境並不是針對使節個人，而是其所代表的國家。

### 法律意義上的驅逐出境
驅逐出境在法律上可能是一種刑罚或行政處分，當事人可能因為觸犯該國法律，或者為非法入境，因而被該國政府或法院驅逐於國境之外。亦有可能是外交人員觸犯駐在國法律，但由於外交使節依《維也納外交關係公約》享有外交豁免權，駐在國無法對外交使節進行司法審判，因此只能宣布該人員為不受歡迎人物，將之驅逐出境。

## 各國法律規定

### 中華民國
根據《保安處分執行法》第八章，詳細明列出其執行、先行通知、彙送詳情予外交部、交通工具之利用、居留期間之處置、及旅費負擔。

### 中华人民共和国
根据《中华人民共和国刑法》第三十五条，“对于犯罪的外国人，可以独立适用或者附加适用驱逐出境。”
根据《中华人民共和国治安管理处罚法》第十条第二款，“对违反治安管理的外国人，可以附加适用限期出境或者驱逐出境。”
根据《中华人民共和国出境入境管理法》：
|  | 第八十一条 外国人从事与停留居留事由不相符的活动，或者有其他违反中国法律、法规规定，不适宜在中国境内继续停留居留情形的，可以处限期出境。 外国人违反本法规定，情节严重，尚不构成犯罪的，公安部可以处驱逐出境。公安部的处罚决定为最终决定。 被驱逐出境的外国人，自被驱逐出境之日起十年内不准入境。 |

### 加拿大
外國公民和永久居民如果違反加拿大移民法，可能會收到驅逐令（Removal Order）。驅逐令主要分為三種類型：
離境令（Departure Order）：須在 30 天內自願離境，並向加拿大邊境服務局（CBSA）報到，否則將自動升級為驅逐令。
排除令（Exclusion Order）：通常禁止入境加拿大 1 年，若因提供虛假信息而被排除，則禁止入境 5 年。
驅逐令（Deportation Order）：永久禁止返回加拿大，除非獲得重返加拿大授權（Authorization to Return to Canada, ARC）。
常見的驅逐原因包括簽證逾期、提供虛假信息或犯罪記錄等。